# Carlo Bo

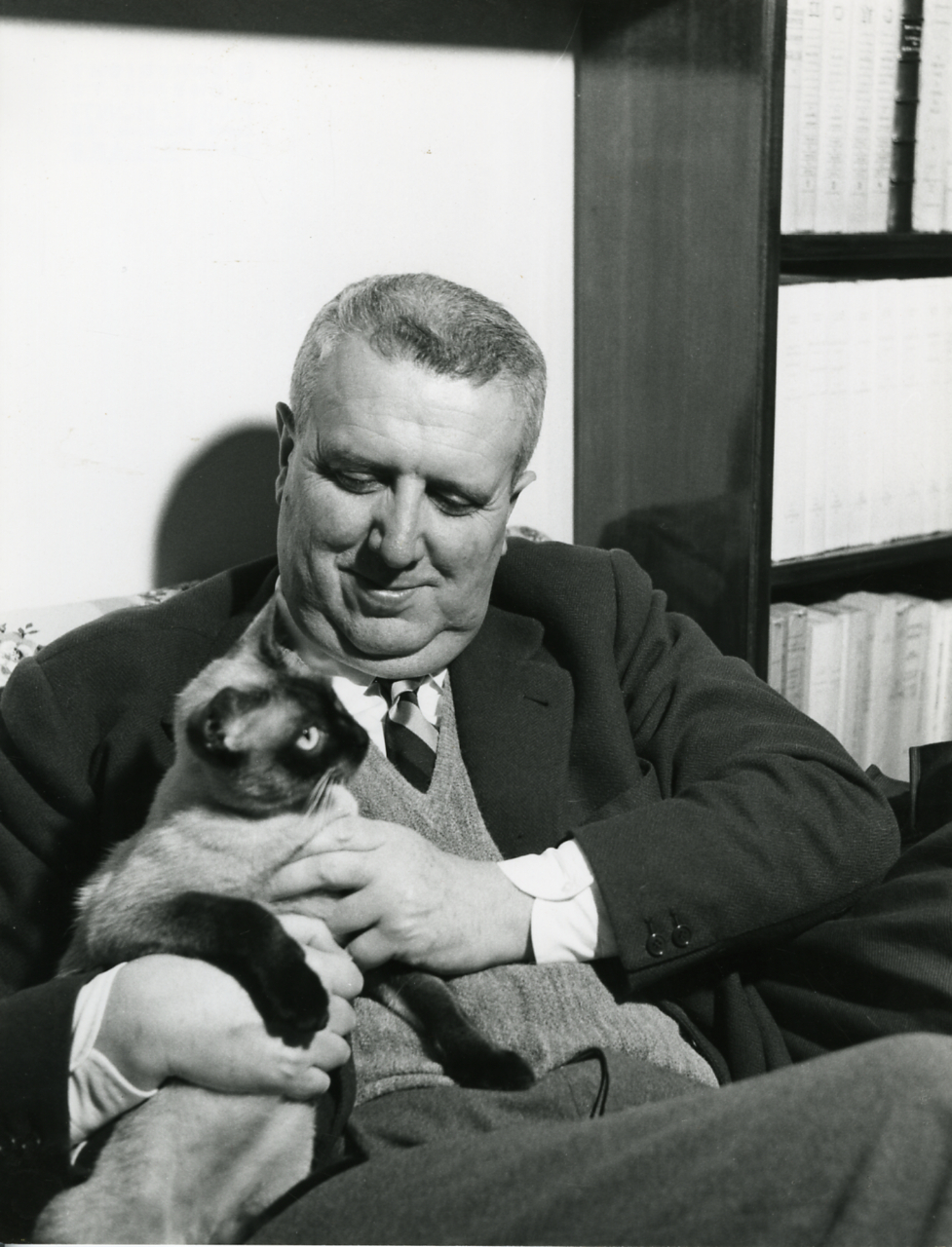
Carlo Bò, fotografiert von Paolo Monti (1954)

Carlo Bo (* 25. Januar 1911 in Sestri Levante, Provinz Genua; † 21. Juli 2001 in Genua) war ein italienischer Professor für französische Literatur und ein bedeutender italienischer Literaturkritiker.
Er war seit 1947 für über 50 Jahre Rektor der Universität Urbino, die seit 2003 seinen Namen trägt. Im Jahre 1968 gründete er in Mailand zusammen mit Silvio Federico Baridon das Istituto Universitario di Lingue Moderne, seit 1998 Libera Università di Lingue e Comunicazione IULM.
1984 wurde er vom damaligen Präsidenten Sandro Pertini gemeinsam mit Norberto Bobbio zum Senator auf Lebenszeit ernannt. Im Senat war er zunächst fraktionslos, dann gehörte er von 1987 bis 1994 der Fraktion der Democrazia Cristiana an, anschließend bis Mai 2001 der Partito Popolare Italiano und in den letzten Monaten vor seinem Tod der Fraktion La Margherita. Er war 1984–87 Mitglied des Außenausschusses, 1987–2001 des Ausschusses für Bildung und Kulturgüter und zuletzt des Umweltausschusses.

## Bibliografie
- Jacques Rivière (1935)
- Otto studi (1939)
- Saggi di letteratura francese (1940)
- Carte spagnole (1941)
- Mallarmé (1945)
- L’eredità di Leopardi e altri saggi (1964)
- La religione di Serra (1967)
- Della letteratura (1987)